# Gotthard Zimmer
Gotthard Zimmer (24. dubna 1847 České Žleby – 10. května 1886 Český Krumlov) byl český fotograf působící v Českém Krumlově.

## Život
Gotthard Zimmer přišel začátkem roku 1880 do Volar, podle vlastního prohlášení z Vídně. Ve Volarech působil jen krátce, záhy přesídlil do Českého Krumlova. Zde založil pravděpodobně první stálý fotografický ateliér. Ten sídlil v dřevěném zahradním domku v Linecké ulici čp. 64. Dochované ateliérové portréty dosvědčují skromné vybavení ateliéru. Kromě portrétní fotografie se věnoval také fotografování šumavské krajiny a vedut šumavských měst. V roce 1886 spáchal pod vlivem deliria tremens sebevraždu. Vdova Karolina Zimmer pak provozovala ještě dva roky ateliér pod názvem „G. Zimmer's W-twe Photogr. Anstalt“.
Pro vedení ateliéru zaměstnala Josefa Seidela, který zde od 1. srpna 1886 působil jako obchodní vedoucí. V roce 1888 pak od vdovy Zimmerové ateliér odkoupil. Později na místě původního ateliéru postavil secesní rodinný dům s fotoateliérem, kde se v 21. století nachází Muzeum Fotoateliér Seidel.

## Galerie

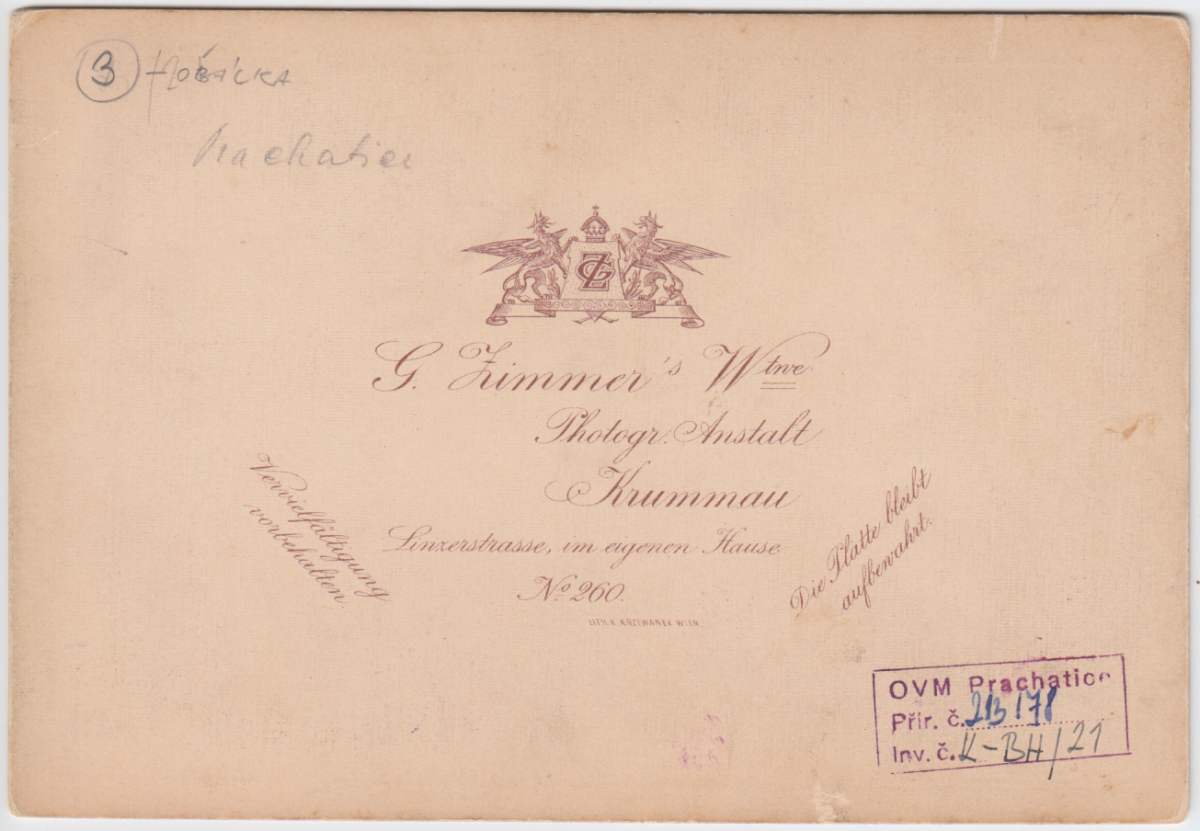
Příklad zadní strany fotografie ateliéru z let 1886–1888 (ze sbírek Prachatického muzea)
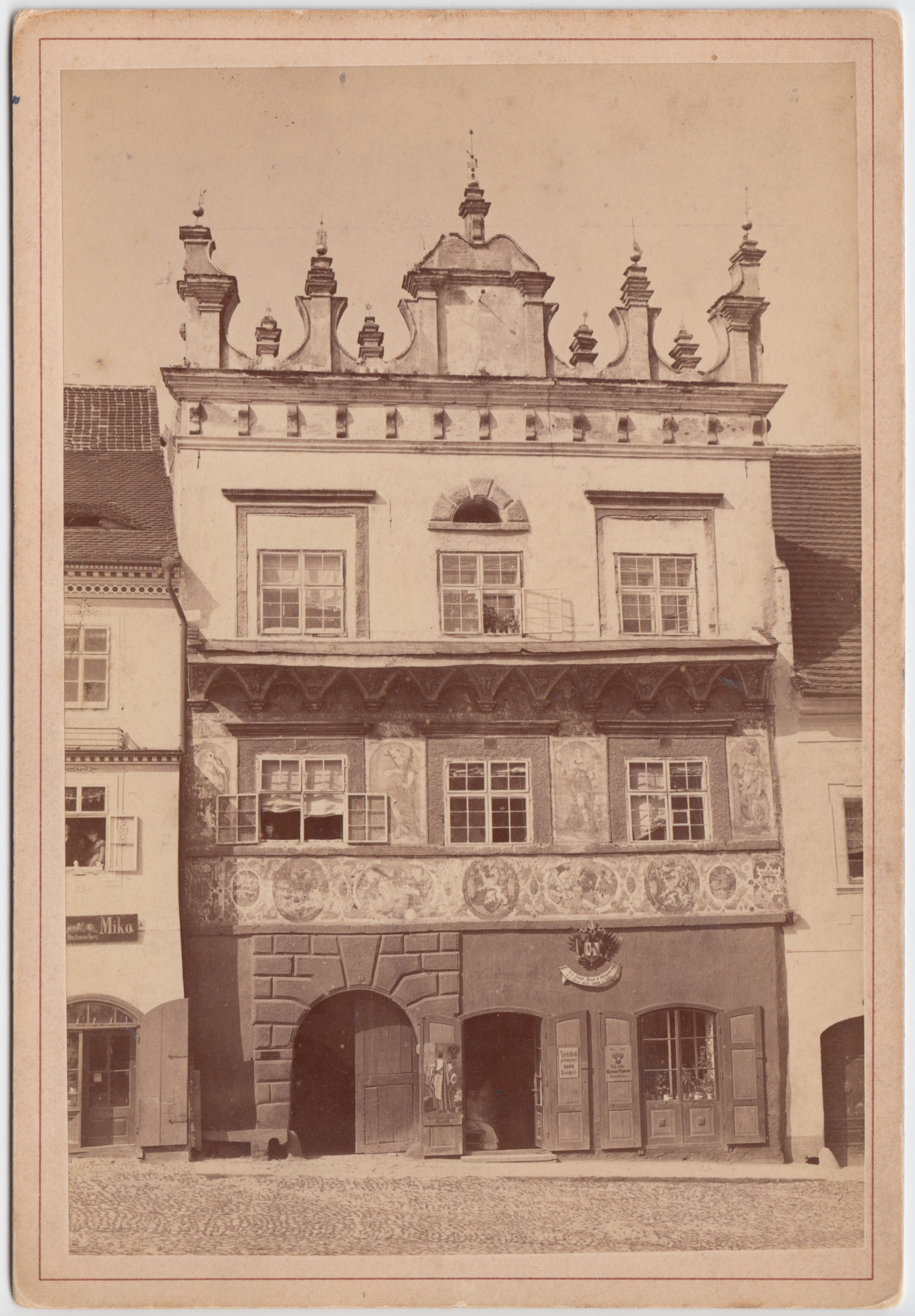
Prachatice, Sitrův dům, 1886–1888. Fotografii vydala vdova po Gotthardu Zimmerovi po jeho smrti. Je možné, že se jedná o fotografii z pozůstalosti, ale je rovněž možné, že autorem fotografie je tehdejší obchodní vedoucí ateliéru Josef Seidel.